# Katimassou
Katimassou  est une localité du centre de la Côte d'Ivoire, et appartenant au département de Daoukro, Région du N'zi-Comoé. La localité de Katimassou est un chef-lieu de commune.